# Primo de Alejandría
Primo de Alejandría fue el quinto obispo de la ciudad de Alejandría, del año 106 al 118. Eusebio de Cesarea sólo lo menciona en su Historia eclesiástica y hace coincidir su episcopado con el gobierno del emperador Trajano. Según la tradición, es durante su gobierno que la Escuela Catequística de Alejandría comienza a descollar como centro de formación teológica en Egipto y el oriente, aunque esto lo logrará unas décadas más tarde bajo la rectoría de Panteno. Murió y fue sepultado junto a los restos de San Marcos en el templo de Bucalis.